# Dermot Kelly
James Dermot Kelly (ur. 21 kwietnia 1917 w Kilcock, zm. 25 listopada 2004 w Maynooth) – irlandzki strzelec, olimpijczyk. 
Reprezentował Irlandię na igrzyskach olimpijskich w latach 1968 (Meksyk) i 1972 (Monachium). Na obu startował w trapie, zajmując odpowiednio: 47. i 38. miejsce.

## Wyniki olimpijskie
| Igrzyska | Konkurencja | Wynik       | Miejsce | Źródło |
| -------- | ----------- | ----------- | ------- | ------ |
| IO 1968  | Trap        | 175 punktów | 47      | [ 1 ]  |
| IO 1972  | Trap        | 178 punktów | 38      | [ 2 ]  |